# Мюррей-Хилл
Мюррей-Хилл (англ. Murray Hill) — высочайшая точка острова Рождества — 361 м над уровнем моря. Впервые высота холма была измерена в 1857 году, хотя остров открыт в 1615 году.
Плато вокруг вершины покрыто плотной вечнозеленой растительностью, хотя видовое разнообразие деревьев ограничено по сравнению с аналогичными районами континентального тропического леса. Мюррей-Хилл расположен на территории Национального парка острова Рождества, занимающего площадь 85 км² в юго-западной части острова, полная площадь которого 135 км².

## История
Остров Рождества открыт в 1615 году капитаном Джоном Милвором из Британской Ост-Индской компании, и был назван день Рождества  25 декабря 1643 года. Однако только 272 года спустя спустя, в 1887 году, было предпринято подробное исследование топографических особенностей и геологических образований острова. Работы были проведены небольшой группой людей с шлюпа «Эгерия». Они первыми определили высоту главной вершины острова, которая получила название Мюррей-Хилл, хотя в предыдущие века были обнаружены некоторые холмы, находившиеся вблизи береговой линии, а также густые заросли тропического леса. Детальное исследование также позволило обнаружить месторождение пирофосфата кальция, которое обеспечило освоение острова в следующем столетии. C 1888 года остров в контролировала Великобритания, после Второй мировой войны он вошёл в состав британской заморской территории Сингапур, а с 1 октября 1958 вошёл в состав Австралии.

## География и геология
Мюррей-Хилл возвышается над островом Рождества на высоту 361 м (по другим данным — 357 м). Он расположен на западе центральной части острова, примерно в 5 км на юго-восток от Северо-Западного мыса. Западный Белый пляж начинается на юго-западном склоне холма. Линия, соединяющая берега острова Рождества в самом узком месте (5,6 км) проходит с севера на юг через Мюррей-Хилл.
Весь остров, включая Мюррей-Хилл, возник благодаря подводной вулканической активности. Предполагается, в результате вулканической деятельности на поверхность вышел древний атолл, сформированный преимущественно из фосфатов алюминия и железа, которые обнаруживаются в недрах холмов. Весь остров геологически определяется как изолированный вулканический остров с известняковым верхом, имеющий высоту 4,5 км от морского дна. Геологические формации представляют собой преимущественно базальтовые вулканические породы, перемежающиеся с третичными известняками, на поверхности в некоторых местах покрытые богатой фосфатами почвой. Наряду с другими возвышенностями: Фосфат-Хилл и Флаинг-Фиш-Коув — образцы с вершины Мюррей-Хилл являются доломитовыми известняками, содержащими от 34 до 41 % карбоната магния. Анализ горных пород показал, что окаменелости в основном плохо идентифицируются, хотя обнаруживаются остатки фораминифер, водорослей Lithothamnion и, возможно, кораллов. Маленькие круглые коричневые образования фосфатного вещества, обнаруженные под слоем осадочных пород, могут быть фосфатными окаменелостями вулканической породы. Мюррей-Хилл имеет обнажение многих пород, подверженных выветриванию
Радиоизотопное датирование вулканических пород по 40Ar/39Ar, выполненное в 2015 году, показало, что на острове возобновлялась вулканическая активность в эоцене (43—37 млн лет назад), а затем были незначительные фазы вулканизма в плиоцене (4,2 млн лет назад).

## Экология
Плато вокруг вершины покрыто плотной вечнозеленой растительностью, хотя видовое разнообразие деревьев ограничено по сравнению с аналогичными районами континентального тропического леса. Одним из основных представителей фауны является красных сухопутный краб Gecarcoidea natalis, который питается молодой порослью. Позвоночные включают гекконов: Cyrtodactylus и Lepidodactylus listeri, и сцинков: Cryptoblepharus egeriae, Emoia nativitatus; также присутствуют крупные беспозвоночные: пальмовый вор, Geograpsus grayi.
Мюррей-Хилл расположен на территории Национального парка острова Рождества, занимающего площадь 85 км² в юго-западной части острова, полная площадь которого составляет 135 км². 16 июля 2000 года, после вступления в силу Закона об охране окружающей среды и сохранения биоразнообразия, парк получил статус заповедника Британского Содружества. По состоянию на 2010 год национальный парк занимает 63 процента острова Рождества.